# Château de Beauvais (Lussas-et-Nontronneau)
Pour les articles homonymes, voir Château de Beauvais.
Le château de Beauvais est un château français situé sur la commune de Lussas-et-Nontronneau en Dordogne, dans le Périgord vert, à 6 kilomètres de Nontron. Le château et son pigeonnier sont partiellement inscrits au titre des monuments historiques le 19 décembre 1973. Cette inscription partielle est annulée et remplacée le 11 janvier 2011 par une inscription du château et de la totalité des extérieurs.

## Présentation
Le Château de Beauvais, est un vaste bâtiment carré, flanqué de deux tours rondes à mâchicoulis, qui domine l'étroit vallon qui le sépare du bourg de Lussas. Construit sur ancien repaire noble dépendance Templière de la commanderie du Soulet (Grand-Brassac), par les familles de Conan et du Faure de La Roderie, barons de Saint Martial de Valette entre 1533 et la fin du XVIe siècle. C'est un bel exemple d'architecture archaïsante de cette région du Périgord. Un colombier imposant et un puits couvert complètent l'ensemble.

## Historique
Le repaire noble apparaît notamment dans un acte de 1450. La campagne principale de construction date de la 2e moitié 16e siècle.
La construction du château actuel débute  avec un membre de la famille du Faure, descendant de Jean Faure dit Baillot, marchand de fer de Nontron, qui acheta en 1502, les paroisses de Lussas et de Fontroubade et en devint seigneur.
Catherine des Cars, veuve d'Alain du Faure de la Roderie, baron de Saint Martial, légua le château à sa nièce Gabrielle des Cars, marquise de Saint Projet, qui mourut sans enfants en 1760 après avoir fait hériter son filleul Gabriel de La Ramière, seigneur de Puycharnaud et dernier baron de Nontron, qui vendit le château en 1762 à Arnaud Souc du Plancher de La Garelieet à son épouse Marie-Madeleine Chérade de Montbron.
En  1872, Victor-Alexandre Robin, maire de Cognac et négociant en cognac l'achète aux héritiers de Nicolas Grand-Duchazeau, maire de Lussas. 
Au début du XXe siècle, il est par héritage la propriété de son neveu André Callandreau. En 1964, sa nièce et filleule Marie Hériard en hérite et le lègue en 1974 à sa nièce Bernadette Capbern-Gasqueton.

## Divers
Le château de Beauvais est sous le nom de Beaulignac un des lieux de l'intrigue du roman d'Isabelle de Pindray d'Ambelle Monsieur de Puyloubard (1926).

## Galerie

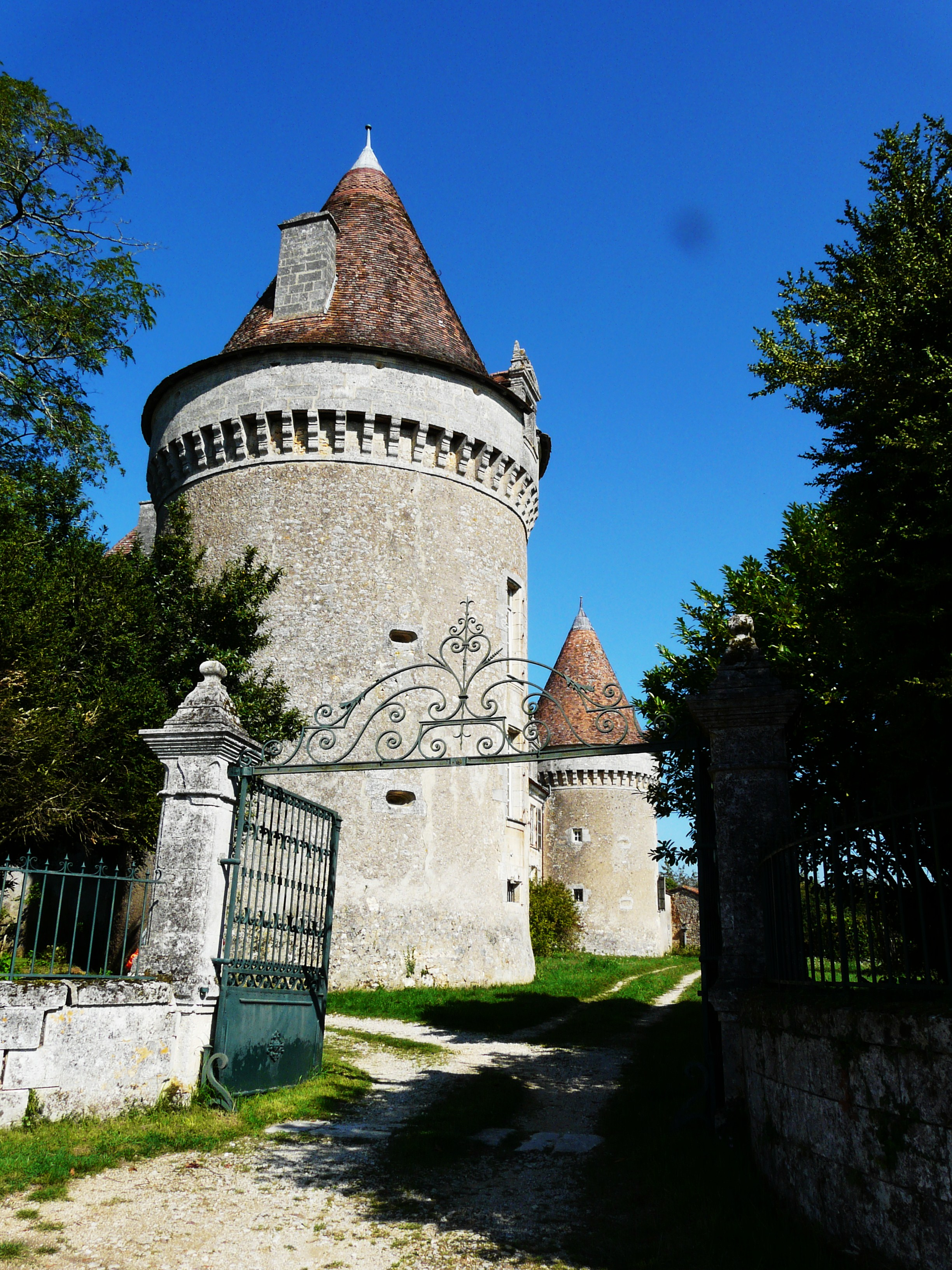
L'entrée du château
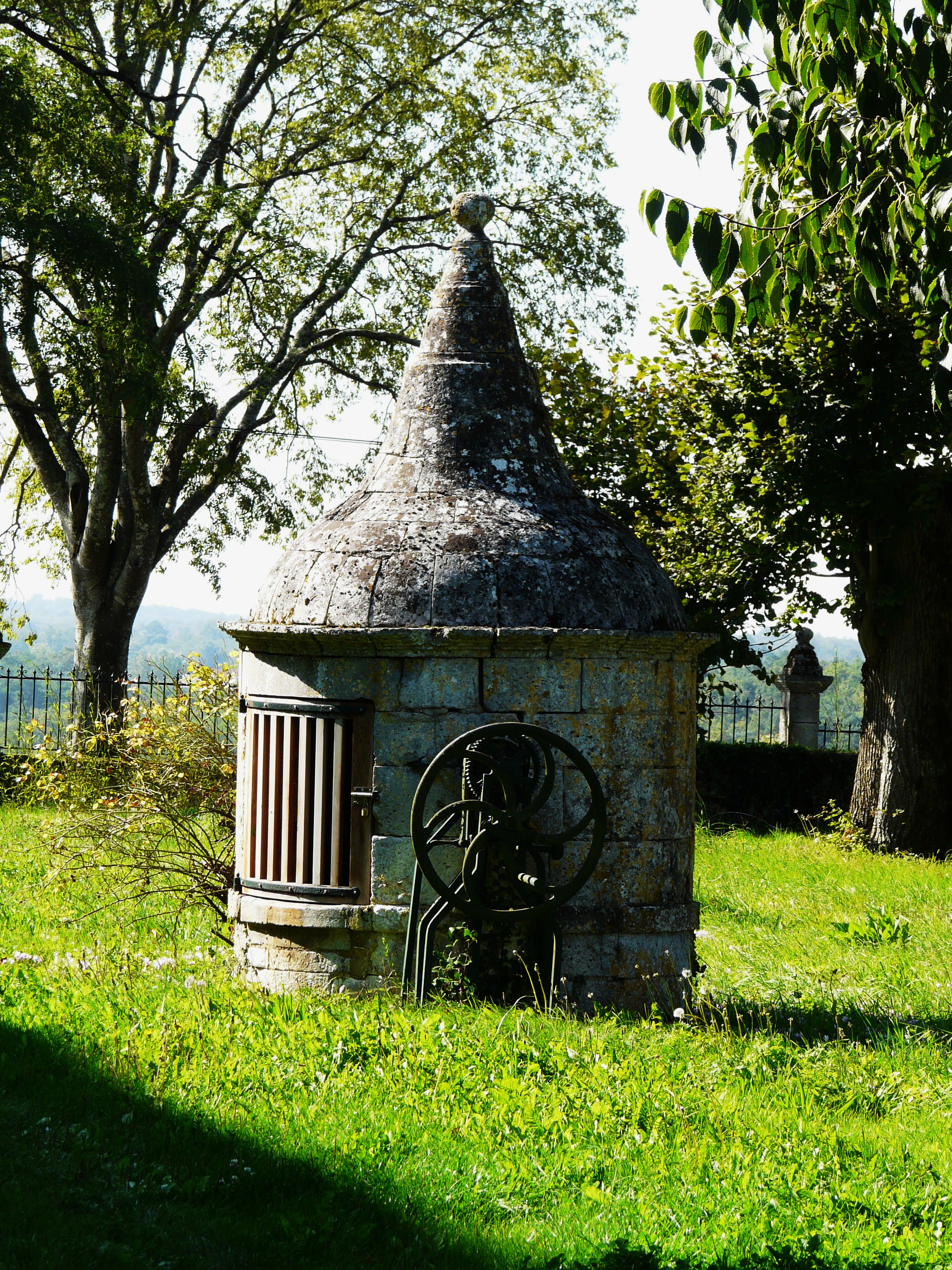
Le puits couvert